# Apokriá

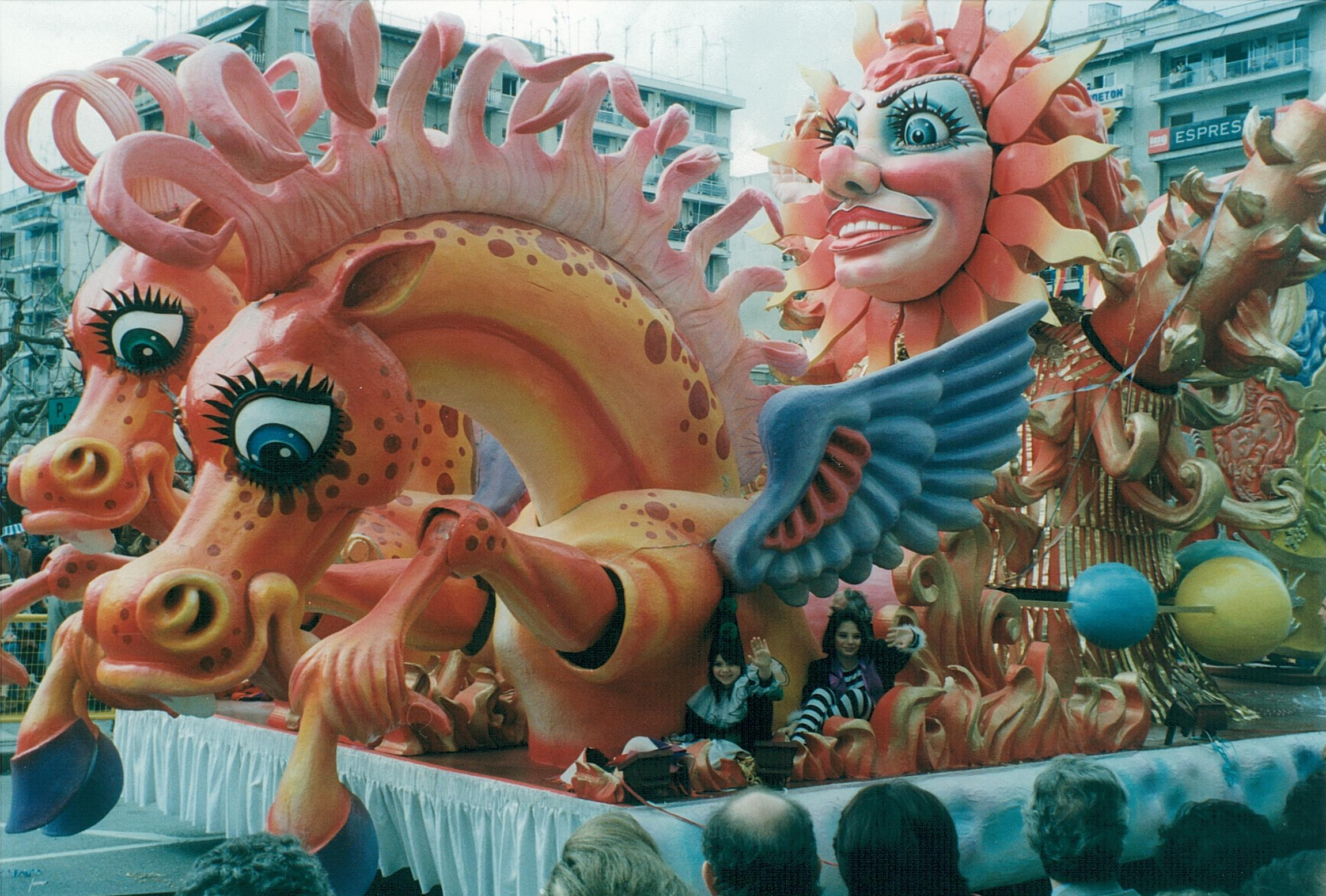
Char du carnaval de Patras

L’Apokriá (en grec moderne Αποκριά) ou les Apókries (en grec moderne Απόκριες) est le nom porté par le carnaval en Grèce. Il se déroule le plus souvent au cours des trois semaines qui précèdent le lundi pur (qui tombe quarante jours avant Pâques).

## Origines

### Histoire
La tradition des Apókries trouverait son origine dans les Dionysies antiques où étaient célébrés aussi bien le vin que l'énergie sexuelle et le renouveau de la fertilité. Aujourd'hui, avec l'urbanisation, ce dernier aspect a peu à peu céder la place à la satire sociale. Au XIXe siècle, la municipalité d'Athènes a fait faire un grand pas dans ce sens aux célébrations, en poussant au remplacement des traditionnels arbres de mai et hommes masqués armés de bâton par des chars.
On considère que l'Apokriá grec moderne serait apparu à Patras en 1831 avec un bal donné en l'honneur du premier gouverneur de la Grèce indépendante Ioánnis Kapodístrias.

### Étymologie et gastronomie
Le mot « Apokriá » signifie « loin de la viande » et rappelle que la période du carnaval précède immédiatement l'entrée dans le carême, beaucoup plus important dans la religion orthodoxe que catholique. Les deux premiers dimanches, la viande est consommée en grandes quantités (chèvre le premier ; porc le deuxième, mais la dernière semaine et surtout le troisième (et dernier) dimanche, veille du lundi pur, l'accent est mis sur le lait : tis Tyrinis, avec consommation de fromages, tiropites (fourrés au fromage), rizogalo (riz au lait), makarounes (macaroni avec beaucoup de fromage fondu), galaktoboureko (gâteau au lait baignant dans du sirop de sucre) ou tyrozourni du Péloponnèse central (bouillon au fromage myzithra). Le deuxième jeudi de carnaval (19 février en 2009) est « Tsikonopempti » (le « jeudi de la fumée [du grill ou barbecue] ». Le repas du dernier dimanche soir est à base d'œufs, dernière « viande » avant le carême et premier repas avec une des seules « viandes » autorisées pendant le carême.

## Les Apókries en Grèce

### Patras
Considéré comme le plus ancien, il serait apparu en 1831, le carnaval de Patras est le plus célèbre de Grèce. Selon d'autres sources, il ne remonterait qu'aux années 1860 où il serait apparu sous l'influence des bals des îles Ioniennes. Il se déroule du 17 janvier au dimanche précédant le lundi pur. La ville s'y prépare pendant un an. Il compte deux apogées : une chasse au trésor, apparue en 1966, à laquelle participe toute la ville (en 2009, elle a rassemblé autour de 40 000 personnes), au cours de la deuxième semaine du carnaval ; la grande parade de chars qui a lieu le dernier dimanche, la veille du lundi pur. Pendant le reste du carnaval, des bals (bourboulia) ont lieu les après-midis et durant ceux-ci, les femmes, habillées avec un domino, ont le droit de choisir les partenaires avec qui elles dansent,.

### Athènes
À Athènes, deux quartiers ont des célébrations du carnaval : Plaka connu pour ses batailles de chocolat et Moschato, de création plus récente où la municipalité organise un défilé de type carnaval brésilien.

### Kozani
À Kozani, la fête des lumières « Fanos » culmine le dernier dimanche avec l'allumage du fanos principal sur la grand place de la ville. Pendant les douze jours qui précédent, les habitants allument une petite lampe sur une de leurs fenêtres pour effrayer/éloigner les rougatsari, des hommes déguisés et masqués portant de grosses cloches et allant de maison en maison réclamer nourriture, alcool et pâtisseries. Lorsque le fanos principal est allumé, une grande fête se déroule autour d'un feu de joie avec nourriture et alcool à volonté (offerts par les tavernes de la ville) tandis que les chansons paillardes de carnaval sont reprises en chœur.

### Naoussa
À Náoussa, l'influence de l'époque ottomane est encore proche. Les hommes se déguisent en yenitsari (janissaires) ou en klephtes, avec la fustanelle traditionnelle et s'affrontent le dernier dimanche dans des simulacres de combats au sabre. Les autres jours, la tradition des boules est une transgression sexuelle : les hommes masqués portent des robes de mariée et dansent dans les rues,.

### Autres villages de Macédoine
À Socho en Macédoine, les arapides, des hommes portant des costumes en peau de bouc, des épées en bois, des masques noirs et une cloche pesant entre 18 et 20 kg, font le tour des maisons en dansant, en offrant de l'ouzo et en souhaitant aux habitants une bonne santé et une année fertile. Le vacarme des cloches servant à chasser les mauvais esprits,.
À Kali Vrysi, les babougeri (vieilles mégères), des hommes déguisés, pourchassent le témoin à pourchasser et tuer symboliquement le jeune marié pour prendre sa place, dans un rite de fécondité.

### Skyros
Sur Skyros, les vieilles (des hommes déguisés portant une kapoto (cape), des trochada (chaussons) avec un stavrovradi (bâton de marche), des masques en peau de chèvre et des cloches autour de la taille) vont de maison en maison et dansent dans les rues en faisant tinter les cloches au rythme prévu de la korela (air traditionnel) tandis qu'un homme déguisé en jeune mariée danse autour d'eux.

### Naxos
Sur Naxos, les Koudounatoi, surtout présents dans les villages de montagne d'Apiráthos et Filoti, font leur apparition les samedi, dimanche et lundi. Il s'agit de jeunes gens portant une cape avec un capuchon (abadeli) dont un mouchoir de soie ou de tulle masque le visage. Ils ont une corde entourée autour de la taille et de la poitrine d'où pendent des cloches. Dans la main droite, ils ont un bâton, la soba. Ils vont de maison en maison, accompagnant la « vieille » (l'un d'entre eux déguisé) et l'« ours » (l'un d'entre eux vêtu de peaux de mouton et avec une cloche de bouc autour du cou) accompagné de son « dresseur ». Les Koudounatoi parcourent toutes les pièces des maisons en agitant leurs cloches de manière à produire un « bruit diabolique ». Les habitants des maisons donnent des œufs à la « vieille » qui les transportent dans son panier. En chemin, les Koudounatoi frappent les passants de leur soba.